# NGC 254
NGC 254 est une galaxie lenticulaire située dans la constellation d'Sculpteur. Sa vitesse par rapport au fond diffus cosmologique est de 1 365 ± 24 km/s, ce qui correspond à une distance de Hubble de 20,1 ± 1,5 Mpc (∼65,6 millions d'al). NGC 254 a été découverte par l'astronome britannique John Herschel en 1834.
NGC 254 présente une large raie HI.
À ce jour, quatre mesures non basées sur le décalage vers le rouge (redshift) donnent une distance de 20,700 ± 3,077 Mpc (∼67,5 millions d'al), ce qui est à l'intérieur des valeurs de la distance de Hubble.